# Ramal F4 del Ferrocarril Belgrano
- El Ramal F4 pertenece al Ferrocarril General Belgrano[1]

## Características
Es un ramal de la red de Trocha Angosta del Ferrocarril General Belgrano, cuya extensión es de 15 km entre Empalme San Carlos y Santo Tomé. 
Sus vías y durmientes se encuentran en reparación y modernización ,después de estar abandonadas y en ruinas por muchos años.
Se usaba mayormente para conectar el tránsito de trenes entre el ramal F1 con los ramales F2 y F9.
Con la creación del Circunvalar Santa Fe, este ramal será parte del proyecto ,volviendo a utilizarse después de más de 30 años.